# Tułaczyk-Gletscher
Der Tułaczyk-Gletscher ist ein steiler Talgletscher im westantarktischen Ellsworthland. Er fließt am Westhang des Vinson-Massivs zwischen dem Cairns-Gletscher und dem Zapol-Gletscher in der Sentinel Range des Ellsworthgebirges in westlicher Richtung zum Nimitz-Gletscher.
Das Advisory Committee on Antarctic Names benannte ihn 2006 nach dem polnischen Geowissenschaftler Sławomir Tułaczyk (* 1966) von der University of California, Santa Cruz, der 1998 im Rahmen des United States Antarctic Program Untersuchungen an den westantarktischen Eisströmen im Marie-Byrd-Land unternahm.